# Ange Postecoglou
Angelos "Ange" Postecoglou (Atenas, 27 de agosto de 1965) é um treinador e ex-futebolista grego-australiano que atuava como zagueiro. Atualmente está sem clube.

## Futebolista
Em 1984, inicia sua carreira de jogador, defendendo as cores do South Melbourne, onde realizou 193 partidas em onze anos de clube, marcando 19 gols. Aos 29 anos de idade, Postecoglou representaria o Western Suburbs, time da periferia de Melbourne, onde penduraria as chuteiras.
Dois anos depois, voltaria ao South Melbourne, para iniciar a carreira como técnico. Seu maior feito no comando técnico dos Lakers foi em 1999, quando levou o clube à conquista do Campeonato de Clubes da Oceania (atual Liga dos Campeões da OFC), garantindo uma vaga no Campeonato Mundial de Clubes da FIFA de 2000.Após deixar a agremiação, treinou ainda a Seleção sub-20 da Austrália, o Panachaiki (Grécia), o Brisbane Roar e o Melbourne Victory, de onde saiu em 2013 para comandar a Seleção principal dos Socceroos, substituindo Holger Osieck.

### Seleção Australiana
Postecoglou teve apenas quatro jogos disputados pela Seleção Australiana, todos em 1986. Um ano antes, defendeu a equipe sub-20.

## Treinador
Em 2013 passou a comandar a seleção nacional. Deixou o cargo em 21 de novembro de 2017, dias após a disputa da Repescagem intercontinental onde a seleção conquistou a vaga para a Copa do Mundo FIFA de 2018. Ange também comandou os Socceroos no Mundial de 2014.

### Yokohama Marinos
Terminando sua passagem pela Seleção Australiana, o treinador foi anunciado pelo Yokohama F. Marinos em 2018. No time, Postecoglou ajudou o time a terminar o seu jejum de 15 anos sem título da J League e direcionou a equipe para o título do Campeonato Japonês em 2019.

### Celtic e Legado Japonês
Em junho de 2021, após passagem pelo futebol japonês, Ange chegou na Escócia para assumir o Celtic. Na equipe, ele teve sua melhor passagem até então. O treinador conquistou 6 trofeus em solo europeu, chamando a atenção de outras equipes do Velho Continente.
Ainda em sua passagem pela Escócia, Ange foi um dos responsáveis por ajudar jogadores japoneses a conquistarem espaço no Reino Unido. Jogadores como Kyogo Furuhashi e Daizen Maeda foram importantes durante a passagem de Postecoglou pelo clube de Glasgow — que conquistou a tríplice coroa caseira durante a temporada 2022–23 (haviam 6 jogadores japoneses no elenco nessa temporada).

### Tottenham
Em junho de 2023, após grande passagem pelo Celtic, Ange foi anunciado como novo treinador do Tottenham.
Postecoglou fizera sua primeira temporada sem conquistar nenhum título nos Spurs, mas fez um começo muito positivo individualmente. Em seus três primeiros meses de Premier League de 2023–24, o australiano venceu todos os prêmios de Melhor Treinador do Mês. Apesar de outros treinadores terem conseguido alcançar este "triplete", nenhum deles foi capaz de fazer isso logo em seus três primeiros meses Liga Inglesa.
Em 21 de maio de 2025, conquistou a Liga Europa da UEFA contra o Manchester United, por 1 a 0, acabando com a seca de títulos do Tottenham de 17 anos e voltando a erguer a taça da Liga Europa após 41 anos, marcando história no clube inglês.
No dia 6 de junho de 2025, o clube londrino anunciou a demissão do treinador, depois de duas temporadas no comando. Apesar do título da Liga Europa contra o Manchester United, o desempenho na liga pesou, o que fez a direção do clube tomar essa decisão.

## Vida pessoal
Natural de Atenas, Postecoglou mudou-se para a Austrália aos cinco anos de idade, tendo passado a juventude na cidade de Melbourne.
Durante a Copa do Mundo de 2014, o treinador assumiu que torcia para um clube brasileiro. Em 2000, enquanto excursionava pelo Brasil para disputa do Mundial, o técnico "simpatizou" com o Vasco da Gama:
| “                                                                  | Para um time australiano foi algo muito especial. Um momento singular. Conheci o Vasco nessa excursão e peguei uma simpatia grande. Desde então comecei a acompanhar para saber os resultados. | ” |
| — Ange Postecoglou, em declaração durante a Copa do Mundo de 2014. | |   |

## Títulos

### Como jogador
South Melbourne
- NSL Premiership: 1984, 1985, 1992–93
- NSL Championship: 1984, 1990–91

### Como treinador
South Melbourne
- NSL Premiership: 1997–98
- NSL Championship: 1997–98, 1998–99
- Liga dos Campeões da OFC: 1999

Brisbane Roar
- A-League: 2010–11 e 2011-12

Austrália
- Copa da Ásia: 2015

Yokohama F. Marinos
- J League: 2019

Celtic
- Campeonato Escocês: 2021–22 e 2022–23
- Copa da Escócia: 2022–23
- Copa da Liga Escocesa: 2021–22 e 2022–23

Tottenham
- Liga Europa da UEFA: 2024-25

### Prêmios Individuais
Técnico do Mês da Premier League: Agosto de 2023, Setembro de 2023, Outubro de 2023